# België op de Olympische Zomerspelen 1912

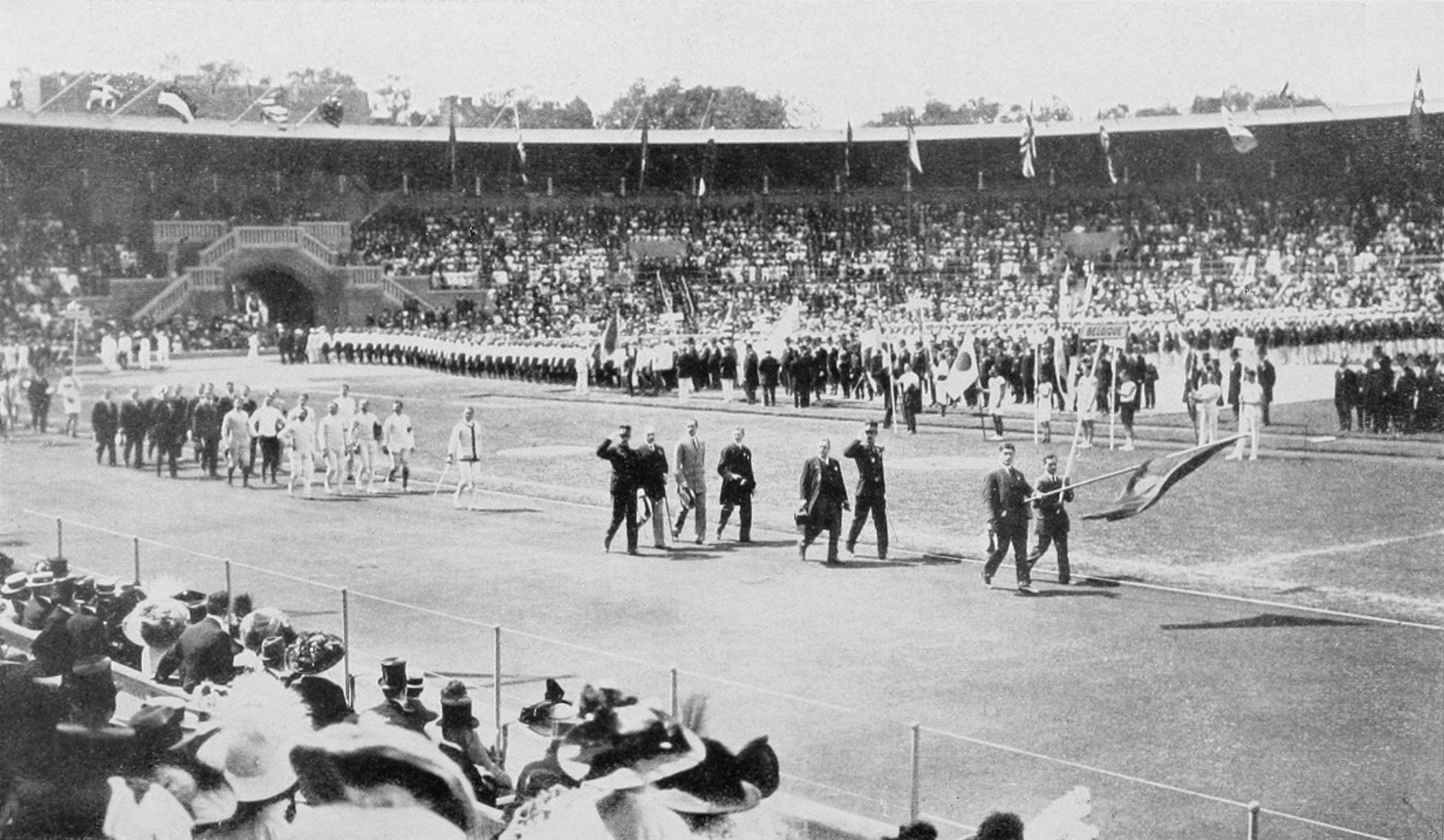
Belgische sporters tijdens de openingsceremonie

België nam deel aan de Olympische Zomerspelen 1912 in Stockholm, Zweden. Het was de derde deelname.
België schreef 72 deelnemers in voor de OS van 1912. Uiteindelijk zouden 39 deelnemers, waaronder één vrouw (Claire Guttenstein, die op de zwemdiscipline 100m vrij uitkwam), actief deelnemen aan de wedstrijden.

## Medailleoverzicht
| Sport        | Olympiër                      | Discipline      | Medaille |
| ------------ | ----------------------------- | --------------- | -------- |
| Schermen     | Paul Anspach                  | degen (m)       | Goud     |
| Schermen     | team                          | degen, team (m) | Goud     |
| Roeien       | Polydore Veirman              | skiff (m)       | Zilver   |
| Paardensport | Emmanuel De Blommaert         | springconcours  | Brons    |
| Schermen     | Philippe Le Hardy De Beaulieu | degen (m)       | Brons    |
| Waterpolo    | Olympisch team                | mannen          | Brons    |

## Resultaten per onderdeel

### Atletiek
| Olympiër         | Discipline | Resultaat    | Prestatie                      |
| ---------------- | ---------- | ------------ | ------------------------------ |
| Leon Aelter      | 100m (m)   | halve finale | serie 7: 2e halve finale 2: 5e |
| Leon Aelter      | 200m (m)   | series       | serie 3: 3e                    |
| François Delloye | 500m (m)   | halve finale | halve finale 3: onbekend       |

### Paardensport
| Olympiër                                                           | Discipline  | Resultaat | Prestatie |
| Dressuur                                                           | Dressuur    | Dressuur  | Dressuur |
| ------------------------------------------------------------------ | ----------- | --------- | --- |
| Emmanuel de Blommaert                                              | individueel | 21e       | 135 strafpunten |
| Gaston de Trannoy                                                  | individueel | 17e       | 117 strafpunten |
| Eventing                                                           |             |           | |
| Paul Convert                                                       | individueel | DNF       | afstand: 1e met 10 punten crosscountry: 14e met 9,85 punten steeplechase: 10e met 10 punten jumping: 14e met 8,33 punten dressuur: niet gestart |
| Emmanuel de Blommaert                                              | individueel | DSQ       | afstand: 1e met 10 punten crosscountry: gediskwalificeerd                                                                                       |
| Gaston de Trannoy                                                  | individueel | DSQ       | afstand: 1e met 10 punten crosscountry: 17e met 9,69 punten steeplechase: 12e met 10 punten jumping: gediskwalificeerd                          |
| Guy Reyntiens                                                      | individueel | DSQ       | afstand: 1e met 10 punten crosscountry: gediskwalificeerd                                                                                       |
| Paul Convert Emmanuel de Blommaert Gaston de Trannoy Guy Reyntiens | team        | DSQ       | afstand: 1e met 30 punten crosscountry: gediskwalificeerd                                                                                       |
| Springconcours                                                     |             |           | |
| Emmanuel de Blommaert                                              | individueel | Brons     | 5 strafpunten |
| Guy Reyntiens                                                      | individueel | 30e       | 29 strafpunten |
| Paul Convert Emmanuel de Blommaert Gaston de Trannoy               | team        | 6e        | 60 strafpunten |

### Roeien
| Olympiër                                                                                           | Discipline   | Resultaat   | Prestatie                                                                                           |
| -------------------------------------------------------------------------------------------------- | ------------ | ----------- | --------------------------------------------------------------------------------------------------- |
| Polydore Veirman                                                                                   | skiff (m)    | Zilver      | serie 8: 1e in 7.59,2 kwartfinale 1: 1e in 7.52,0 halve finale 1: 1e in 7.41,0 finale: 2e in 7.56,0 |
| Georges Van Den Bossche Edmond Vanwaes Guillaume Visser Georges Willems Leonard Nuytens (stuurman) | vier-met (m) | kwartfinale | serie 5: 1e in 7.15,0 kwartfinale 3: 2e                                                             |

### Schermen
| Olympiër | Discipline     | Resultaat | Prestatie                                                            |
| --- | -------------- | --------- | -------------------------------------------------------------------- |
| Henri Anspach                                                                                               | degen (m)      | 9e        | 1e ronde groep K: 1e kwartfinale G: 1e halve finale C: 3e            |
| Paul Anspach                                                                                                | degen (m)      | Goud      | 1e ronde groep B: 1e kwartfinale D: 1e halve finale B: 2e finale: 1e |
| Marcel Berré                                                                                                | degen (m)      | 1e ronde  | 1e ronde groep M: 6e                                                 |
| Victor Boin                                                                                                 | degen (m)      | 4e        | 1e ronde groep I: 1e kwartfinale F: 2e halve finale C: 1e finale: 4e |
| Fernand de Montigny                                                                                         | degen (m)      | 26e       | 1e ronde groep H: 2e kwartfinale A: 4e                               |
| Philippe Le Hardy de Beaulieu                                                                               | degen (m)      | Brons     | 1e ronde groep A: 4e kwartfinale B: 1e halve finale D: 1e finale: 3e |
| Jacques Ochs                                                                                                | degen (m)      | 36e       | 1e ronde groep F: 1e kwartfinale C: 4e                               |
| Gaston Salmon                                                                                               | degen (m)      | 1e ronde  | 1e ronde groep J: 4e                                                 |
| Léon Tom | degen (m)      | 7e        | 1e ronde groep C: 2e kwartfinale H: 1e halve finale A: 1e finale: 7e |
| Victor Willems                                                                                              | degen (m)      | 1e ronde  | 1e ronde groep A: 4e                                                 |
| Henri Anspach Paul Anspach Robert Hennet Jacques Ochs Gaston Salmon Victor Willems                          | degen team (m) | Goud      | kwartfinale B: 1e halve finale B: 2e finale: 1e                      |
| Henri Anspach                                                                                               | floret (m)     | 15e       | 1e ronde groep N: 1e kwartfinale F: 1e halve finale C: 4e            |
| Paul Anspach                                                                                                | floret (m)     | 9e        | 1e ronde groep M: 1e kwartfinale H: 2e halve finale B: 3e            |
| Marcel Berré                                                                                                | floret (m)     | 25e       | 1e ronde groep B: 1e kwartfinale C: 3e                               |
| Fernand de Montigny                                                                                         | floret (m)     | 25e       | 1e ronde groep F: 2e kwartfinale D: 4e                               |
| Robert Hennet                                                                                               | floret (m)     | 15e       | 1e ronde groep P: 1e kwartfinale G: 1e halve finale A: 5e            |
| Jacques Ochs                                                                                                | floret (m)     | 25e       | 1e ronde groep O: 1e kwartfinale H: 4e                               |
| Gaston Salmon                                                                                               | floret (m)     | 1e ronde  | 1e ronde groep E: 4e                                                 |
| Léon Tom | floret (m)     | 40e       | 1e ronde groep A: 1e kwartfinale A: 5e                               |
| Victor Willems                                                                                              | floret (m)     | 15e       | 1e ronde groep G: 1e kwartfinale E: 1e halve finale D: 3e            |
| Henri Anspach Paul Anspach Marcel Berré Robert Hennet Philippe le Hardy Jacques Ochs Gaston Salmon Léon Tom | sabel team (m) | 5e        | kwartfinale B: 1e halve finale A: 3e                                 |

### Waterpolo
| Olympiër | Discipline | Resultaat | Prestatie |
| --- | ---------- | --------- | --- |
| Victor Boin Félicien Courbet Herman Donners Albert Durant Oscar Grégoire Jean Hoffman Herman Meyboom Pierre Nijs Joseph Pletincx | mannen     | Brons     | kwartfinale: V van Groot-Brittannië: 5-7 halve finale herkansing: W van Hongarije: 6-5 finale herkansing: W van Frankrijk: 4-1 zilveren ronde 2: W van Oostenrijk: 5-4 zilveren finale: V van Zweden: 2-4 |

### Wielersport
| Olympiër   | Discipline  | Resultaat | Prestatie      |
| ---------- | ----------- | --------- | -------------- |
| Jean Patou | tijdrit (m) | DNF       | niet gefinisht |

### Worstelen
| Olympiër          | Discipline     | Resultaat      | Prestatie                                                    |
| Grieks-Romeins    | Grieks-Romeins | Grieks-Romeins | Grieks-Romeins                                               |
| ----------------- | -------------- | -------------- | ------------------------------------------------------------ |
| Laurent Gerstmans | -80kg (m)      | 12e            | 1e ronde: V van SWE Lindstrand 2e ronde: V van FIN Backenius |

### Zwemmen
| Olympiër           | Discipline          | Resultaat    | Prestatie                                                |
| ------------------ | ------------------- | ------------ | -------------------------------------------------------- |
| Herman Meyboom     | 100m vrije slag (m) | series       | serie 6: 3e in 1.15,4                                    |
| Jules Wuyts        | 100m vrije slag (m) | series       | serie 2: 4e in 1.13,6                                    |
| Oscar Grégoire     | 100m rugslag (m)    | DSQ          | kwartfinale 3: gediskwalificeerd                         |
| Félicien Courbet   | 200m schoolslag (m) | halve finale | kwartfinale 5: 1e in 3.12,6 halve finale 2: 5e in 3.11,6 |
| Félicien Courbet   | 400m schoolslag (m) | 7e           | serie 3: 2e in 6.52,6 halve finale 1: 4e in 6.59,8       |
|                    |                     |              |                                                          |
| Claire Guttenstein | 100m vrije slag (v) | series       | serie 3: 5e                                              |

Australazië · België · Bohemen · Canada · Chili · Denemarken · Duitsland · Egypte · Finland · Frankrijk · Griekenland · Groot-Brittannië · Hongarije · IJsland · Italië · Japan · Luxemburg · Nederland · Noorwegen · Oostenrijk · Portugal · Rusland · Servië · Turkije · Verenigde Staten · Zuid-Afrika · Zweden · Zwitserland